# Terenthina
Terenthina là một chi bướm ngày thuộc họ Lycaenidae.